# Helfer mit Herz
Helfer mit Herz war eine vom 20. Dezember 2006 bis 3. Juni 2012 bei RTL ausgestrahlte Doku-Soap.
Sie wurde von Vera Int-Veen moderiert und von der MME Moviement-Gruppe produziert.

## Konzept
In der Sendung unterstützt Vera Int-Veen hilfsbedürftige Familien, die einen Schicksalsschlag erlitten haben. Zunächst erzählt die betroffene Familie von ihren Problemen, woraufhin Int-Veen Lösungskonzepte erstellt. Im Vorfeld der Unterstützung organisiert sie für die Familie für einige Tage einen Kurzurlaub. In dieser Zeit wird Int-Veen Freunde, Nachbarn und weitere Helfer motivieren, der Familie zu helfen. Neben dem Renovieren des Zuhauses der Familie wird außerdem dokumentiert, wie sich Int-Veen zum Beispiel – falls nötig – um einen freien Job für ein Familienmitglied oder um ein neues Auto bemüht. Am Ende wird gezeigt, wie die Familie auf die Veränderungen reagiert. Des Weiteren werden alle Helfer vorgestellt, die als Dank für die Unterstützung eine kleine Medaille erhalten.
Ähnliche Formate waren die RTL-2-Produktionen Glück-Wunsch! (vormals: Glück-Wunsch! – Vera macht Träume wahr) und Engel im Einsatz – mit Verona Pooth.

## Ausstrahlung und Einschaltquoten
Nachdem im Dezember 2006 eine Pilotfolge erfolgreich ausgestrahlt wurde, erfolgte eine Ausstrahlung ab April 2007 in Serie. Eine Auflistung gemessener Einschaltquoten und Marktanteile veranschaulicht folgende Tabelle:
| Datum              | Staffel | Folge | Zuschauer | Zuschauer       | Marktanteil | Marktanteil     | Quellen       |
| Datum              | Staffel | Folge | Gesamt    | 14 bis 49 Jahre | Marktanteil | Marktanteil     | Quellen       |
| Datum              | Staffel | Folge | Gesamt    | 14 bis 49 Jahre | Gesamt      | 14 bis 49 Jahre | Quellen       |
| ------------------ | ------- | ----- | --------- | --------------- | ----------- | --------------- | ------------- |
| 20. Dezember 2006  | Pilot   | Pilot | 3,72 Mio. | 2,29 Mio.       | 11,5 %      | 17,3 %          | [ 6 ]         |
| 16. April 2007     | 1       | 1     | 4,57 Mio. | 1,99 Mio.       | 15,4 %      | 16,0 %          | [ 7 ] [ 8 ]   |
| 23. April 2007     | 1       | 2     | 4,90 Mio. | 2,29 Mio.       | 16,2 %      | 18,3 %          | [ 7 ] [ 9 ]   |
| 30. April 2007     | 1       | 3     | 3,41 Mio. | –               | 12,9 %      | 14,4 %          | [ 7 ]         |
| 7. Mai 2007        | 1       | 4     | –         | –               | –           | 17,5 %          | [ 10 ]        |
| 21. Mai 2007       | 1       | 5     | 4,21 Mio. | –               | 15,0 %      | 14,8 %          | [ 10 ]        |
| 18. Juni 2007      | 1       | 7     | 4,62 Mio. | –               | –           | –               | [ 7 ]         |
| 25. Juni 2007      | 1       | 8     | –         | –               | 16,9 %      | 16,3 %          | [ 7 ]         |
| 17. September 2007 | 2       | 1     | 4,61 Mio. | 2,13 Mio.       | 15,6 %      | 17,1 %          | [ 11 ]        |
| 24. September 2007 | 2       | 2     | 4,96 Mio. | –               | 16,8 %      | 16,7 %          | [ 11 ]        |
| 1. Oktober 2007    | 2       | 3     | 3,95 Mio. | –               | –           | 14,3 %          | [ 11 ]        |
| 8. Oktober 2007    | 2       | 4     | 4,55 Mio. | 1,78 Mio.       | –           | 14,0 %          | [ 11 ]        |
| 15. Oktober 2007   | 2       | 5     | 4,67 Mio. | –               | –           | 15,3 %          | [ 11 ]        |
| 31. März 2008      | 3       | 1     | 4,78 Mio. | 2,30 Mio.       | 15,1 %      | 16,6 %          | [ 12 ]        |
| 7. April 2008      | 3       | 2     | –         | –               | 14,0 %      | 14,2 %          | [ 12 ]        |
| 21. April 2008     | 3       | 3     | 4,66 Mio. | 2,08 Mio.       | 15,2 %      | 15,5 %          | [ 12 ] [ 13 ] |
| 28. April 2008     | 3       | 4     | 4,25 Mio. | –               | 14,1 %      | 15,5 %          | [ 12 ]        |
| 5. Mai 2008        | 3       | 5     | 4,80 Mio. | 2,18 Mio.       | 16,7 %      | 17,6 %          | [ 12 ]        |
| 19. Mai 2008       | 3       | 6     | 4,06 Mio. | 1,78 Mio.       | 13,9 %      | 14,3 %          | [ 12 ]        |
| 26. Mai 2008       | 3       | 7     | 4,06 Mio. | 1,74 Mio.       | 14,0 %      | 14,1 %          | [ 14 ]        |
| 8. November 2009   | 4       | 1     | 4,45 Mio. | –               | 17,6 %      | 13,2 %          | [ 15 ] [ 16 ] |
| 15. November 2009  | 4       | 2     | –         | –               | –           | 17,7 %          | [ 15 ]        |
| 22. November 2009  | 4       | 3     | –         | –               | –           | 17,7 %          | [ 15 ]        |
| 29. November 2009  | 4       | 4     | –         | –               | –           | 14,2 %          | [ 15 ]        |
| 28. November 2010  | 5       | 3     | 3,96 Mio. | –               | –           | –               | [ 17 ]        |
| 13. Mai 2012       | 6       | 1     | 1,90 Mio. | –               | 7,3 %       | 10,1 %          | [ 18 ]        |
| 3. Juni 2012       | 6       | 4     | 3,68 Mio. | 1,53 Mio.       | 13,2 %      | 14,6 %          | [ 19 ]        |

Die acht Folgen umfassende erste Staffel sahen im Schnitt 4,46 Millionen Zuschauer (15,2 Prozent Marktanteil), in der werberelevanten Zielgruppe erreichte sie durchschnittlich 16,3 Prozent Marktanteile. Die zweite Staffel umfasst fünf Folgen, durchschnittlich wurde sie von knapp zwei Millionen Zuschauern der werberelevanten Zielgruppe gesehen und konnte 15,5 Prozent Marktanteil vorweisen. Beim Gesamtpublikum lagen die Werte bei durchschnittlich 4,55 Millionen Zuschauern und 15,0 Prozent Marktanteil. Die sieben Folgen der dritten Staffel sahen durchschnittlich 4,43 Millionen Zuschauer (14,7 Prozent Marktanteil). In der Gruppe der 14- bis 49-Jährigen sahen durchschnittlich 2,00 Millionen zu (15,4 Prozent Marktanteil).
Nachdem die Sendung anfangs montags 21:15 Uhr ausgestrahlt wurde, lief sie ab der vierten Staffel sonntags 19:05 Uhr und ab Staffel fünf mittwochs zur Primetime.
Wiederholungen wurden 2014 auf Super RTL ausgestrahlt.